# 学院街道
学院街道，是中华人民共和国湖北省宜昌市西陵区下辖的一个乡镇级行政单位。

## 行政区划
学院街道下辖以下地区：
北门外正街社区、四方堰社区、翁家堰社区、气象台社区、东门外正街社区、尚书巷社区、环城北路社区、东正街社区、廖家台社区、中书街社区、民主路社区、环城东路社区、珍珠路社区、四新路社区、中山路社区、学院街社区、星苑社区和解放路社区。